# Рефрактивна хирургија
Рефрактивна хирургија (РХ) је област очне хирургије која може исправити рефрактивне грешке као што су кратковидост, далековидост, астигматизам или презбиопија. И док неке од ових операција преобликују рожњачу, друге имплантирају очно сочиво у око. У оба случаја, циљ РХ је исти, оствариити фокусирање светлости тачно на мрежњачу и тима након операције омогућити пацијенту да може јасније да види.

## Методе
Најчешће оперативне методе рефрактивне хирургије су:
- ЛАСИК (акроним Laser-Assisted in Situ Keratomileusis (LASIK) - врста корекције вида помоћу ексцимер ласера.[3]

- ПРК (акроним Photorefractive Keratectomy (PRK) - врста операције која користи ласер за лечење проблема са видом узрокованих рефракционим грешкама због којих око не прелама (савија) светлост правилно.[4]

- СМИЛЕ (акроним Small Incision Lenticule Extraction -  новији тип ласерске рефрактивне хирургије. Ова врста операције користи ласер за лечење миопије (кратковидости) и астигматизма (рожњачу неправилног облика).[5]

## Индикације
Рефрактивна хирургија може бити добар избор код:
Поремећаја у рефракцији ока:
- Миопија (кратковидост) - паралелни светлосни зраци се фокусирају испред мрежњаче, чинећи удаљене објекте мутним.[2]
- Хиперопија (далековидост) - паралелни светлосни зраци се фокусирају иза мрежњаче, чинећи објекте у близини замућеним.
- Астигматизам (стрмији меридијани у рожњачи или сочиву) - који јаче савијају светлост, спречавајући оку да држи фокус у једној тачки.
- Презбиопија (смањење снаге фокусирања природног сочива ока) - због старости, која често чини објекте у близини ока замућеним.

Смањења потребе за ношењем наочарима или контактних сочива.

## Прогноза
Мониторинг је показао прихватљиво ниску инциденцу губитка ендотелних ћелија, формирање катаракте, секундарног глаукома (блок зенице, дисперзија пигмента), атрофије шаренице (овализација зенице) и трауматске дислокације. Пацијентима са факичним интраокуларним сочивом препоручују се најмање годишњи прегледи очију.
Резултати операције замене рефракционих сочива су мање објављени у медицинској литератури. Верује се да је учесталост успеха висока код одговарајућих пацијената, али ризик од аблације мрежњаче може бити и до 8% код одабраних пацијената. Висока миопија без претходног одвајања задњег стакла може се сматрати повећаним ризиком за одвајање мрежњаче код пацијената са рефрактивном заменом сочива. Постоперативни ожиљак иза сочива имплантата је такође могући ризик који често захтева примену ласера да би се елиминисало замућење вида.

## Ризици
Иако рефрактивна хирургија постаје све приступачнија и безбеднија, она се не препоручује свима. Особе са одређеним очним обољењима која укључују рожњачу или ретину, труднице и пацијенти који имају медицинска стања као што су глауком, дијабетес, неконтролисана васкуларна болест или аутоимуна болест нису добри кандидати за рефрактивну хирургију. 
Кератоконус, прогресивно стањивање рожњаче, је уобичајен поремећај рожњаче који се јавља након рефрактивне операције и назива се ектазија рожњаче. Верује се да додатно стањивање рожњаче путем рефрактивне хирургије може допринети напредовању болести што може довести до потребе за трансплантацијом рожњаче. Због тога је кератоконус контраиндикација за рефрактивну хирургију. Топографија рожњаче и пахиметрија се користе за скрининг на абнормалне рожњаче. 
Такоже, облик очију неких људи можда неће дозволити ефикасну рефрактивну хирургију без уклањања превелике количине ткива рожњаче. Они који размишљају о ласерској операцији ока треба да имају потпуни преглед ока.
Иако се ризик од компликација смањује у поређењу са раним данима рефрактивне хирургије, још увек постоји мала шанса за озбиљне проблеме. То укључује проблеме са видом као што су духови, ореоли, звезде, двоструки вид и синдром сувог ока.  
Код процедура које стварају трајни режањ у рожњачи (као што је ЛАСИК), такође постоји могућност случајног трауматског померања режња годинама након операције,  са потенцијално катастрофалним резултатима ако се не пружи хитна медицинска помоћ. 
За пацијенте са страбизмом, потребно је пажљиво проценити ризик од компликација као што су диплопија и/или повећан угао страбизма. У случају да се ради и рефрактивна хирургија и операција страбизма, препоручује се да се прво уради рефрактивна хирургија. 